# Station Otford
Otford is een spoorwegstation van National Rail in Sevenoaks in Engeland. Het station is eigendom van Network Rail en wordt beheerd door Southeastern. 